# Amphoe Buntharik
Amphoe Buntharik (Thai: อำเภอ บุณฑริก) ist ein Landkreis (Amphoe – Verwaltungs-Distrikt) im Südosten der Provinz Ubon Ratchathani. Die Provinz Ubon Ratchathani liegt in der Nordostregion Thailands, dem so genannten Isan.

## Geographie
Amphoe Buntharik grenzt an die folgenden Landkreise (von Westen im Uhrzeigersinn): an die Amphoe Na Chaluai, Det Udom, Phibun Mangsahan und Sirindhorn in der Provinz Ubon Ratchathani sowie an die Provinz Champasak von Laos.
Die wichtigste Wasser-Ressource des Landkreises ist der Fluss Lam Dom Noi (ลำโดมนอย).

## Geschichte
Buntharik wurde 1923 zunächst als ein „Zweigkreis“ (King Amphoe), dessen Zentrum in Ban Phon Ngam am östlichen Ufer des Lam Dom Noi lag. Später wurde der Bezirk Phon Ngam genannt. 1939 wurde der Name wieder zurück in Buntharik geändert. Am 22. Juli 1958 wurde Buntharik zum Amphoe heraufgestuft.

## Verwaltungseinheiten
Provinzverwaltung
Der Landkreis Buntharik ist in acht Tambon („Unterbezirke“ oder „Gemeinden“) eingeteilt, die sich weiter in 126 Muban („Dörfer“) unterteilen.
| Nr. | Name      | Thai     | Muban | Einw.  |
| --- | --------- | -------- | ----- | ------ |
| 1.  | Phon Ngam | โพนงาม   | 14    | 12.161 |
| 2.  | Huai Kha  | ห้วยข่า    | 23    | 16.743 |
| 3.  | Kho Laen  | คอแลน    | 18    | 12.630 |
| 4.  | Na Pho    | นาโพธิ์    | 11    | 08.677 |
| 5.  | Nong Sano | หนองสะโน | 23    | 16.553 |
| 6.  | Non Kho   | โนนค้อ    | 11    | 06.739 |
| 7.  | Bua Ngam  | บัวงาม    | 15    | 10.137 |
| 8.  | Ban Maet  | บ้านแมด   | 11    | 08.009 |

Lokalverwaltung
Es gibt drei Kommunen mit „Kleinstadt“-Status (Thesaban Tambon) im Landkreis:
- Na Pho (Thai: เทศบาลตำบลนาโพธิ์), bestehend aus dem gesamten Tambon Na Pho.
- Buntharik (Thai: เทศบาลตำบลบุณฑริก), bestehend aus Teilen des Tambon Bua Ngam und Phon Ngam.
- Kho Laen (Thai: เทศบาลตำบลคอแลน)Kho Laen.

Außerdem gibt es sechs „Tambon-Verwaltungsorganisationen“ (องค์การบริหารส่วนตำบล – Tambon Administrative Organizations, TAO):
- Phon Ngam (Thai: องค์การบริหารส่วนตำบลโพนงาม)
- Huai Kha (Thai: องค์การบริหารส่วนตำบลห้วยข่า)
- Nong Sano (Thai: องค์การบริหารส่วนตำบลหนองสะโน)
- Non Kho (Thai: องค์การบริหารส่วนตำบลโนนค้อ)
- Bua Ngam (Thai: องค์การบริหารส่วนตำบลบัวงาม)
- Ban Maet (Thai: องค์การบริหารส่วนตำบลบ้านแมด)